# BB Alsthom

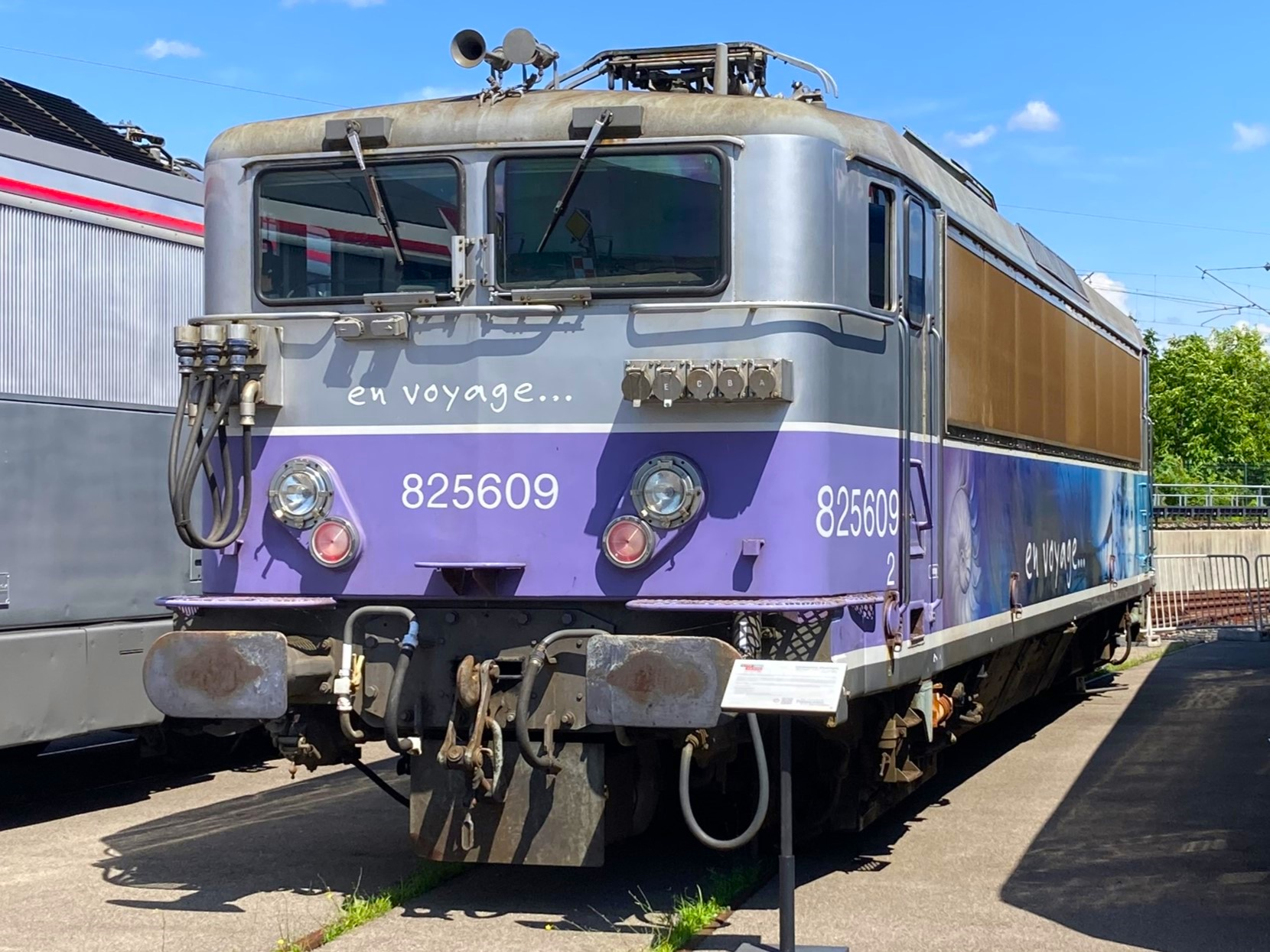
BB 25500 im Eisenbahnmuseum Mülhausen

BB Alsthom ist eine von Alsthom in den 1960er-Jahren entwickelte Plattform für Elektrolokomotiven, die bei der SNCF in Frankreich eingesetzt wurden. Aufgrund ihrer Neigung bei höheren Geschwindigkeiten zu schwingen, erhielten die Lokomotiven den Spitznamen Danseuses ‚Tänzerinnen‘

## Geschichte
Die Plattform wurde für die großen Bestellungen der SNCF verwendet, die im Rahmen der Elektrifizierung der Strecken im Norden und Osten Frankreichs mit der 25 kV Bahnstromsystem aufgegeben wurden. Später folgten auch Varianten für den Gleichstrombetrieb im Südosten des Landes. Es waren die ersten laufachslosen Lokomotiven in Frankreich, die in großen Stückzahlen gebaut wurden. Zwischen 1958 und 1976 wurden insgesamt 751 Lokomotiven gebaut, die sich in drei Generationen der Plattform aufteilen lassen. Die Hauptvarianten waren BB 8500 für Gleichstrombetrieb, die BB 16500 und die BB 17000 für Wechselstrombetrieb und die BB 25500 für den Zweisystembetrieb. Die letzten Lokomotiven der Plattform wurden im Januar 2021 ausrangiert.

## Technik
Charakteristisch für die Plattform ist der gemeinsame mechanische Teil, bestehend aus einem kurzen Lokkasten mit geraden Stirnwänden und den beiden Einmotor-Drehgestellen mit manuell im Stillstand schaltbarem Zweistufengetriebe zum Einsatz. In der Getriebestellung Grande Vitesse (GV) für den Personenverkehr betrug die Höchstgeschwindigkeit 140 km/h. Ursprünglich waren 150 km/h vorgesehen, die jedoch aufgrund der Laufeigenschaften und der zu geringen Leistung der Lokomotiven nicht erreicht werden konnten. In der Getriebestufe Petite Vitesse (PV) für den Güterverkehr wurde die Zugkraft auf Kosten der Geschwindigkeit erhöht, so dass die Höchstgeschwindigkeit 90 km/h, ab den 1980er Jahren 100 km/h betrug. Der kurze Achsstand der Drehgestelle und die am anfangs fehlenden Schlingerdämpfer führten jedoch zu einem unruhigen Lauf bei höheren Geschwindigkeiten, weshalb die Lokomotiven den Spitznamen Danseuses ‚Tänzerinnen‘ erhielten und vorwiegend im Regional- und Güterverkehr eingesetzt wurden, nachdem für den Fernverkehr bessere Lösungen vorhanden waren.

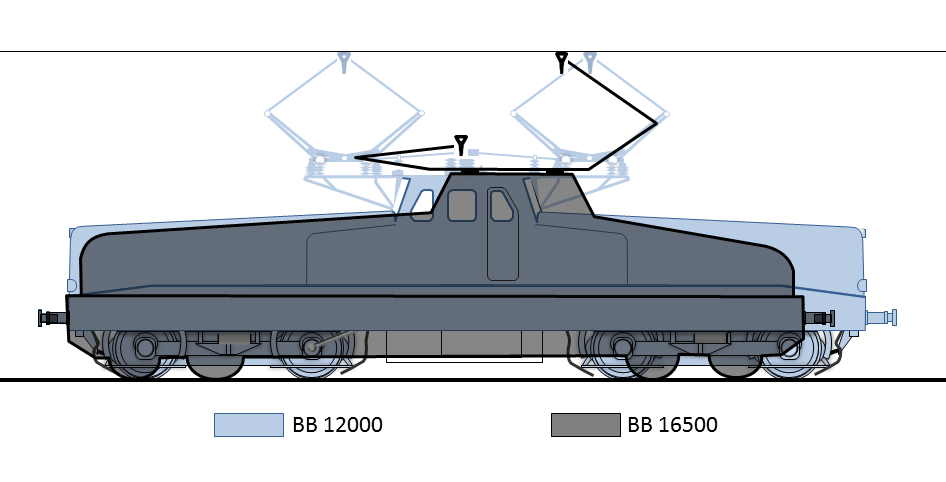
Die ersten Skizzen für die BB 16500 sahen noch eine Bügeleisenlokomotive ähnlich der BB 12000 vor

Die erste Generation bestand aus 294 Wechselstromlokomotiven der Baureihe BB 16500, einer vereinfachten und verbesserten Version der für die Elektrifizierung Valenciennes–Thionville beschafften Bügeleisenlokomotiven BB 12000. Das Konzept der elektrischen Ausrüstung mit Stufenschaltersteuerung, Gleichrichter und Wellenstrommotoren wurde von der BB 12000 übernommen. Der ursprünglich noch vorgesehene Konzept mit Mittelführerstand wurde zugunsten eines quaderförmigen Lokkastens mit zwei Führerständen aufgegeben, bei dem die Steckdosen der Wendezug- und Mehrfachsteuerung besser an den Stirnwänden untergebracht werden konnten. Durch die Verwendung von Einmotordrehgestelle mit schaltbarem Getriebe konnte die Anzahl der Fahrmotoren halbiert und gleichzeitig eine universell einsetzbare Lokomotive geschaffen werden.
Die zweite Generation der BB-Alsthom-Plattform umfasste Varianten für alle Stromsysteme in Frankreich sowie einige grenzüberschreitend einsetzbare Lokomotiven für den Verkehr nach Deutschland und in die Schweiz. Basis war die Zweisystemlokomotive BB 17000, die notwendig geworden war, weil durch die fortschreitende Elektrifizierung immer mehr Berührungspunkte zwischen dem Wechselstrom- und Gleichstromnetz entstanden. Durch Weglassen des nicht benötigten Teils der elektrischen Ausrüstung entstanden daraus die Einsystembaureihen BB 8500 für Gleichstrom- und die BB 17000 für Wechselstrombetrieb. Zusätzlich wurden 13 Lokomotiven aus der laufenden Produktion von Zweisystemlokomotiven mit der elektrischen Ausrüstung für den Betrieb mit 15 kV 16 2⁄3 Hz ergänzt und der Baureihe BB 20200 zugeordnet. Sie erhielten auch ein drittes Spitzenlicht entsprechend den Vorschriften in Deutschland und der Schweiz. Aus der zweiten Generation stammen auch die einzigen Exportlokomotiven der BB-Alsthom-Familie, die E40000 der Türkischen Staatsbahnen. Diese reinen Wechselstromlokomotiven wurden von der BB 17000 abgeleitet und wurden in den Jahren 1971 bis 1973 geliefert.
Die dritte und letzte Generation bestand aus einer Nachbestellung von BB 8500 und BB 25500. Sie unterschieden sich von der zweiten Generation durch einen verlängerten Lokkasten mit größeren Führerständen und einem großen Lüftungsband, das sich über die gesamte Länge der Seitenwände des Maschinenraums erstreckte.

## Varianten
| Baureihe | Stromsystem                              | Generation | Stückzahl | Baujahr   | Ausrangiert | Bild |
| -------- | ---------------------------------------- | ---------- | --------- | --------- | ----------- | ---- |
| BB 8500  | 1500 V =                                 | 2          | 87        | 1964–1972 | 2002–2016   |      |
| BB 8500  | 1500 V =                                 | 3          | 58        | 1973–1974 | 2002–2016   |      |
| BB 16500 | 25 kV 50 Hz ~                            | 1          | 294       | 1958–1964 | 2003–2011   |      |
| BB 17000 | 25 kV 50 Hz ~                            | 2          | 105       | 1965–1968 | 2007–2020   |      |
| BB 25500 | 1500 V = 25 kV 50 Hz ~                   | 2          | 88        | 1964–1972 | 2003–2021   |      |
| BB 25500 | 1500 V = 25 kV 50 Hz ~                   | 3          | 106       | 1973–1976 | 2003–2021   |      |
| BB 20200 | 1500 V = 25 kV 50 Hz ~ 15 kV 16 2⁄3 Hz ~ | 2          | 13        | 1970      | 2003–2006   |      |

| Baureihe | Stromsystem | Generation | Stückzahl | Umbau     | Ausrangiert | Bild  | Kommentar |
| -------- | ----------- | ---------- | --------- | --------- | ----------- | ----- | --- |
| BB 88500 | 1500 V =    | 2          | 31        | 1997      | 2007–2014   |       | Aus BB 8500 umgebaute Rangierlokomotiven                                                                                             |
| BB 8700  | 1500 V =    | 2          | 20        | 2000–2001 | 2004–2005   | [ 3 ] | Aus BB 8500 oder BB 88500 entsntanden 10 Doppellokomotiven, die auf der Bahnstrecke Culoz–Modane in der Maurienne eingesetzt wurden. |
| CN       | 1500 V =    | 2          | 2         | 1998      |             |       | Aus BB 8500 umgebaute, selbstfahrende Schneepflüge                                                                                   |

| Baureihe    | Stromsystem   | Generation | Stückzahl | Baujahr   | Ausrangiert | Bild |
| ----------- | ------------- | ---------- | --------- | --------- | ----------- | ---- |
| TCDD E40000 | 25 kV 50 Hz ~ | 2          | 15        | 1971–1973 |             |      |